# Rebirth (Pain)
Rebirth è il secondo album del gruppo musicale industrial metal svedese Pain, pubblicato nel 1999 per l'etichetta svedese Stockholm Records.

## Tracce
1. Supersonic Bitch
2. End of the Line
3. Breathing in Breathing Out
4. Delusions
5. Suicide Machine
6. Parallel to Ecstacy
7. On and On
8. 12:42
9. Crashed
10. Dark Fields of Pain
11. She Whipped
12. End of the Line uncut Video

## Formazione
- Peter Tägtgren - voce, chitarra, basso, tastiere
- Horgh (Reidar Horghagen) - batteria